# Andornay
Andornay ist eine französische Gemeinde im Département Haute-Saône in der Region Bourgogne-Franche-Comté.

## Geographie
Andornay liegt auf einer Höhe von 311 m über dem Meeresspiegel, acht Kilometer ostsüdöstlich von Lure und etwa 20 Kilometer westlich der Stadt Belfort (Luftlinie). Das Dorf erstreckt sich im östlichen Teil des Départements, leicht erhöht östlich der Niederung des Rognon, am Westrand der Höhen des Chérimont.
Die Fläche des 1,48 km² großen Gemeindegebiets umfasst einen Abschnitt in der leicht gewellten Landschaft südöstlich der Ebene von Lure. Die westliche Grenze verläuft stets entlang dem Rognon, der für die Entwässerung über den Scey zum Ognon sorgt. Die Alluvialniederung liegt durchschnittlich auf 300 m und weist eine Breite von rund 500 Metern auf. Vom Flusslauf erstreckt sich das Gemeindeareal ostwärts auf die Anhöhe von Andornay, auf der mit 329 m die höchste Erhebung von Andornay erreicht wird. Sie ist von Acker- und Wiesland bestanden. Im Osten wird sie von der Talmulde der Clairegoutte (Zufluss des Rognon) flankiert. In geologisch-tektonischer Hinsicht besteht das Gebiet aus einer Wechsellagerung von kalkigen und sandig-mergeligen Sedimenten, die während der Lias (Unterjura) abgelagert wurden.
Nachbargemeinden von Andornay sind Magny-Danigon im Norden, Clairegoutte im Osten, Magny-Jobert und Lyoffans im Süden sowie Palante im Westen.

## Geschichte
Die Ortschaft wurde vor dem 14. Jahrhundert gegründet. Urkundlich erwähnt wird Andornay im Jahr 1467 unter dem Namen Endreney und 1484 als Andulnay. Der Ortsname leitet sich vom germanischen Personennamen Andernus ab und bedeutet so viel wie Hofgut des Andernus. Im Mittelalter gehörte Andornay zur Freigrafschaft Burgund und darin zum Gebiet des Bailliage d’Amont. Die lokale Herrschaft hatten die Herren von Granges inne. Zusammen mit der Franche-Comté gelangte der Ort mit dem Frieden von Nimwegen 1678 definitiv an Frankreich. Heute ist Andornay Mitglied des 22 Ortschaften umfassenden Gemeindeverbandes Communauté de communes du Pays de Lure. Andornay besitzt keine eigene Kirche, es gehört zur Pfarrei Lyoffans.

## Bevölkerung
| Jahr                       | 1962 | 1968 | 1975 | 1982 | 1990 | 1999 | 2006 | 2018 |
| Einwohner                  | 105  | 110  | 91   | 110  | 103  | 148  | 190  | 195  |
| Quellen: Cassini und INSEE |      |      |      |      |      |      |      |      |

Mit 179 Einwohnern (1. Januar 2022) gehört Andornay zu den kleinen Gemeinden des Départements Haute-Saône. Nachdem die Einwohnerzahl in der ersten Hälfte des 20. Jahrhunderts stets im Bereich zwischen 78 und 120 Personen gelegen hatte, wurde seit Mitte der 1970er Jahre ein deutliches Bevölkerungswachstum verzeichnet. Seither hat sich die Einwohnerzahl mehr als verdoppelt.

## Wirtschaft und Infrastruktur
Andornay war bis weit ins 20. Jahrhundert hinein ein vorwiegend durch die Landwirtschaft (Ackerbau, Obstbau und Viehzucht) geprägtes Dorf. Heute gibt es einige Betriebe des lokalen Kleingewerbes. In den letzten Jahrzehnten hat sich das Dorf zu einer Wohngemeinde gewandelt. Viele Erwerbstätige sind deshalb Wegpendler, die in den größeren Ortschaften der Umgebung und in der Agglomeration Belfort-Montbéliard ihrer Arbeit nachgehen.
Die Ortschaft ist verkehrstechnisch gut erschlossen. Sie liegt nahe der Departementsstraße D438, die von Lure nach Montbéliard führt und in diesem Bereich zur vierspurigen Schnellstraße ausgebaut ist. Weitere Straßenverbindungen bestehen mit Ronchamp, Magny-Jobert, Frédéric-Fontaine und Palante.